# Estação Olleros
A Estação Olleros é uma das estações do Metro de Buenos Aires, situada em Buenos Aires, entre a Estação Ministro Carranza e a Estação José Hernández. Faz parte da Linha D.
Foi inaugurada em 31 de maio de 1997. Localiza-se no cruzamento da Avenida Cabildo com a Rua Olleros. Atende os bairros de Colegiales e Palermo.